# Maurício, Duque de Saxe-Zeitz
Maurício de Saxe-Zeitz (28 de Março de 1619 – 4 de Dezembro de 1681) foi um duque de Saxe-Zeitz e membro da Casa de Wettin.
Nascido em Dresden, era o filho mais novo de João Jorge I, Eleitor da Saxónia, e da sua segunda esposa, a princesa Madalena Sibila da Prússia.

## Vida
Maurício foi educado juntamente com os irmãos na corte de Dresden. Entre os seus professores, destacou-se Kurt von Einsiedel. Entre Agosto de 1642 e Setembro de 1645, Maurício e o seu irmão Cristiano fizeram uma viagem educacional pelo norte da Alemanha e Países Baixos.
Em 1645, pouco depois de regressar a casa, Luís I, Príncipe de Anhalt-Köthen seleccionou Maurício para se tornar membro da Sociedade Frutífera.
Em 1650, foi nomeado Oficial de Justiça da Turíngia pelos Cavaleiros Teutónicos. Escolheu o cientista e teólogo Veit Ludwig von Seckendorff como seu chanceler e presidente do seu consistório. Para Hofprediger escolheu o dramaturgo Johann Sebastian Mitternacht.
No seu testamento, datado de 20 de Julho de 1652, o príncipe-eleitor João Jorge I ordenou a divisão dos territórios albertinos, o que foi levado a cabo a 22 de Abril de 1657 em Dresden. Maurício herdou a cidade de Zeitz e tornou-se o seu primeiro duque.
Para ter uma residência oficial apropriada, Maurício decidiu renovar o antigo castelo do bispo e construir uma nova residência em estilo barroco à qual chamou Schloss Moritzburg. A sua construção iniciou-se em 1657 e terminou em 1678. O duque morreu lá.

## Casamentos e descendência
Em Dresden, a 19 de Novembro de 1650, Maurício casou-se com a princesa Sofia Edviges de Schleswig-Holstein-Sonderburg-Glücksburg, filha de Filipe, Duque de Schleswig-Holstein-Sonderburg-Glücksburg, ao mesmo tempo que o seu irmão Cristiano se casou com a irmã da noiva, Cristiana de Schleswig-Holstein-Sonderburg-Glücksburg. A ópera Paris und Helena de Heinrich Schütz foi composta para celebrar esta ocasião. Maurício e Sofia tiveram dois filhos:
1. João Filipe de Saxe-Zeitz (12 de Novembro de 1651 - 24 de Março de 1652), morreu aos cinco meses de idade.
2. Maurício de Saxe-Zeitz (26 de Setembro de 1652 - 10 de Maio de 1653), morreu aos oito meses de idade.

Em Weimar, a 3 de Julho de 1656, Maurício casou-se com a sua segunda esposa, a princesa Doroteia Maria de Saxe-Weimar, filha do duque Guilherme. Tiveram dez filhos:
1. Leonor Madalena de Saxe-Zeitz (30 de Outubro de 1658 - 26 de Fevereiro de 1661), morreu aos dois anos de idade.
2. Guilhermina Leonor de Saxe-Zeitz (nascida e morta em Setembro de 1659).
3. Edmunda Doroteia de Saxe-Zeitz (13 de Novembro de 1661 - 29 de Abril de 1720), casada com Cristiano II, Duque de Saxe-Merseburg; com descendência
4. Maurício Guilherme, Duque de Saxe-Zeitz (12 de Março de 1664 - 15 de Novembro de 1718), casado com a princesa Maria Amália de Brandemburgo; com descendência.
5. João Jorge de Saxe-Zeitz (27 de Abril de 1665 - 5 de Setembro de 1666), morreu aos dezassete meses de idade.
6. Cristiano Augusto de Saxe-Zeitz (9 de Outubro de 1666 - 23 de Agosto de 1725), Cardeal-Bispo de Gran (Esztergom) e Primata da Hungria.
7. Frederico Henrique, Duque de Saxe-Zeitz-Pegau-Neustadt (21 de Julho de 1668 - 18 de Dezembro de 1713), casado primeiro com a princesa Sofia Angélica de Württemberg-Oels; sem descendência. Casado depois com a princesa Ana Frederica Filipina de Schleswig-Holstein-Sonderburg-Wiesenburg; com descendência.
8. Maria Sofia de Saxe-Zeitz (3 de Novembro de 1670 - 31 de Maio de 1671), morreu aos seis meses de idade.
9. Madalena Sibila de Saxe-Zeitz (7 de Abril de 1672 - 20 de Agosto de 1672), morreu aos quatro meses de idade.
10. Guilhermina Sofia de Saxe-Zeitz (nascida e morta a 11 de Junho de 1675).

Em Wiesenburg, a 14 de Junho de 1676 Maurício casou-se com a sua terceira esposa, a princesa Sofia Isabel de Schleswig-Holstein-Sonderburg-Wiesenburg, filha de Filipe Luís, Duque de Schleswig-Holstein-Sonderburg-Wiesenburg. O casal não teve filhos. 

## Genealogia
| Maurício, Duque de Saxe-Zeitz | Pai: João Jorge I, Eleitor da Saxônia | Avô paterno: Cristiano I, Eleitor da Saxônia     | Bisavô paterno: Augusto I, Eleitor da Saxónia          |
| Maurício, Duque de Saxe-Zeitz | Pai: João Jorge I, Eleitor da Saxônia | Avô paterno: Cristiano I, Eleitor da Saxônia     | Bisavó paterna: Ana da Dinamarca (1532–1585)           |
| Maurício, Duque de Saxe-Zeitz | Pai: João Jorge I, Eleitor da Saxônia | Avó paterna: Sofia de Brandemburgo               | Bisavô paterno: João Jorge, Eleitor de Brandemburgo    |
| Maurício, Duque de Saxe-Zeitz | Pai: João Jorge I, Eleitor da Saxônia | Avó paterna: Sofia de Brandemburgo               | Bisavó paterna: Sabina de Brandemburgo-Ansbach         |
| Maurício, Duque de Saxe-Zeitz | Mãe: Madalena Sibila da Prússia       | Avô materno: Alberto Frederico, Duque da Prússia | Bisavô materno: Alberto, Duque da Prússia              |
| Maurício, Duque de Saxe-Zeitz | Mãe: Madalena Sibila da Prússia       | Avô materno: Alberto Frederico, Duque da Prússia | Bisavó materna: Ana Maria de Brunsvique-Luneburgo      |
| Maurício, Duque de Saxe-Zeitz | Mãe: Madalena Sibila da Prússia       | Avó materna: Maria Leonor de Cleves              | Bisavô materno: Guilherme, Duque de Jülich-Cleves-Berg |
| Maurício, Duque de Saxe-Zeitz | Mãe: Madalena Sibila da Prússia       | Avó materna: Maria Leonor de Cleves              | Bisavó materna: Maria da Áustria                       |